# Nathaniel Bar-Jonah
 (juin 2023).
La mise en forme du texte ne suit pas les recommandations de Wikipédia : il faut le « wikifier ».
Les points d'amélioration suivants sont les cas les plus fréquents :
- Les titres sont pré-formatés par le logiciel. Ils ne sont ni en capitales, ni en gras.
- Le texte ne doit pas être écrit en capitales (les noms de famille non plus), ni en gras, ni en italique, ni en « petit »…
- Le gras n'est utilisé que pour surligner le titre de l'article dans l'introduction, une seule fois.
- L'italique est rarement utilisé : mots en langue étrangère, titres d'œuvres, noms de bateaux, etc.
- Les citations ne sont pas en italique mais en corps de texte normal. Elles sont entourées par des guillemets français : « et ».
- Les listes à puces sont à éviter, des paragraphes rédigés étant largement préférés. Les tableaux sont à réserver à la présentation de données structurées (résultats, etc.).
- Les appels de note de bas de page (petits chiffres en exposant, introduits par l'outil «  Source ») sont à placer entre la fin de phrase et le point final[comme ça].
- Les liens internes (vers d'autres articles de Wikipédia) sont à choisir avec parcimonie. Créez des liens vers des articles approfondissant le sujet. Les termes génériques sans rapport avec le sujet sont à éviter, ainsi que les répétitions de liens vers un même terme.
- Les liens externes sont à placer uniquement dans une section « Liens externes », à la fin de l'article. Ces liens sont à choisir avec parcimonie suivant les règles définies. Si un lien sert de source à l'article, son insertion dans le texte est à faire par les notes de bas de page.
- La présentation des références doit suivre les conventions bibliographiques. Il est recommandé d'utiliser les modèles {{Ouvrage}}, {{Chapitre}}, {{Article}}, {{Lien web}} et/ou {{Bibliographie}}. Le mode d'édition visuel peut mettre en forme automatiquement les références.
- Insérer une infobox (cadre d'informations à droite) n'est pas obligatoire pour parachever la mise en page.

Pour une aide détaillée, merci de consulter Aide:Wikification.
Si vous pensez que ces points ont été résolus, vous pouvez retirer ce bandeau et améliorer la mise en forme d'un autre article.
Nathaniel Benjamin Levi Bar-Jonah (né David Paul Brown) est un pédocriminel américain, né le 15 février 1957 à Worcester (Massachusetts) et mort le 13 avril 2008 à la Prison de Deer Lodge, suspecté d'être un tueur en série, actif entre 1973 et 1997.
Condamné à 130 ans de prison sans possibilité de libération conditionnelle pour des faits d'enlèvement, d'agression aggravée et d'agression sexuelle sur plusieurs enfants, Bar-Jonah n’a cependant jamais été condamné pour meurtre(s), en l’absence de corps et d’aveux de sa part.
On lui attribue officiellement cinq meurtres — deux en 1973, un en 1974, un en 1996 et un en 1997 — commis sur des enfants et adolescents âgés de 7 à 15 ans.

## Biographie

### Jeunesse
Nathaniel Bar-Jonah naît le 15 février 1957 à Worcester (Massachusetts) sous le nom de David Paul Brown. Benjamin d'une fraterie de trois enfants, il est le fils de Phillip Brown, mécanicien aéronautique, et de Tyra Brown, femme au foyer. Lorsque Tyra était enceinte de trois mois de Bar-Jonah, elle a été impliquée dans un grave accident de voiture lorsqu'un autre conducteur a percuté l'arrière de sa voiture alors qu'elle était assise à un feu rouge. Tyra s'est donc vu contrainte de porter une minerve pendant les six derniers mois de sa grossesse, jusqu'à la naissance de David (Bar-Jonah).
Début mars 1957, alors qu'il est seulement âgé de trois semaines, Bar-Jonah souffre d'hydrocéphalie.
En 1958, Bar-Jonah et sa famille déménagent à Lantana (Floride) et y restent jusqu'en 1964, son père travaillant pour McDonnell Douglas Aviation. En tant que nourrisson, Bar-Jonah est décrit comme étant inactif et ayant un appétit insatiable, ce qui l'amène à pleurer sans cesse lorsqu'il n'est pas nourri. Bar-Jonah prend alors beaucoup de poids, devenant pratiquement immobile en raison de son tonus musculaire peu développé. Dès l'enfance, Bar-Jonah est difficile à porter, du fait de son poids. Il déclarera adorer manger et ne jamais avoir assez de nourriture, en avouant avoir toujours faim. Il semble également avoir une forte aversion pour les contacts. Selon Bar-Jonah, son père, très discipliné, le bat fréquemment pendant son enfance à l'aide d'une épaisse ceinture de cuir, craignant que Nathaniel ne devienne homosexuel et en raison de sa kleptomanie. En effet, Bar-Jonah vole souvent les affaires de ses frères et sœurs et d'autres enfants.
Fin juillet 1964, Bar-Jonah, alors âgé de 7 ans, attire une voisine de 5 ans dans sa cave, lui disant avoir reçu pour son anniversaire une planche Ouija capable de prédire l'avenir. Une fois dans la cave, Bar-Jonah/Brown tente d'étrangler la fillette. Les cris attirent cependant l'attention de la mère de Bar-Jonah/Brown, qui vient à son secours. Bar-Jonah ne pourra jamais être poursuivi pour ces faits, du fait de son jeune âge.
Au cours de cette même année 1964, la famille de Bar-Jonah retourne à Worcester, car Phillip se reconvertit en mécanicien d'équipement lourd dans une entreprise de construction locale. Plusieurs années passent avant que Bar-Jonah ne repasse à l'acte.
En janvier 1970, Bar-Jonah parvient à attirer un autre voisin, âgé de 6 ans, sur une colline voisine, prétendant vouloir faire de la luge avec lui. Une fois sur place, Bar-Jonah agresse sexuellement l'enfant. Quelques années plus tard, Bar-Jonah tente également d'attirer deux garçons à vélo dans sa rue jusqu'au cimetière voisin dans le but de les assassiner. L'un des garçons se méfie de Bar-Jonah et persuade son ami de ne pas y aller.
En 1972, à l'âge de 15 ans, Bar-Jonah découpe des lettres et des mots dans des magazines et compose une note qu'il utilise pour tenter d'attirer deux jeunes garçons de Webster dans un cimetière, en leur offrant 20 dollars et une surprise. Dans cette affaire, la mère des deux garçons refuse de porter plainte contre Bar-Jonah, du fait de la pitié de l'adolescent lui laissant penser à un « jeune paumé ».
Bar-Jonah passe son permis en 1973, lorsqu'il atteint l'âge de 16 ans.

### Premières disparitions
À cette même période, une série de disparitions a lieu dans un périmètre ne dépassant pas 30km de la résidence de Bar-Jonah.
Le 26 juillet 1973, Janice Kathryn Pockett, 7 ans, disparaît aux environs de 15 heures, après avoir quitté son domicile de Tolland (Connecticut) à vélo pour chercher un papillon qu'elle avait laissé sous un rocher dans une zone boisée de Rhodes Road. Vers 15h30, la mère de Bar-Jonah découvert le vélo de la fillette, sur une route située à moins d'un kilomètre de leur maison, accompagné du papillon qu'elle est parti rechercher. Après avoir découvert le papillon, les autorités sont convaincues qu'il s'agit d'un enlèvement, mais, en l'absence de témoins, ne parviennent pas à résoudre l'affaire. Janice est probablement la première victime tuée de Bar-Jonah, avant d'être mangée par ce dernier, notamment en raison du vélo retrouvé à proximité.
Le 23 août 1973, James Teta, 15 ans, quitte son domicile de Suffolk Avenue à Revere (Massachusetts) aux alentours de 11h30, pour faire de l'auto-stop et visiter Boston. Il est vu pour la dernière fois deux heures plus tard près du centre gouvernemental de cette même ville, avant de disparaître. Le corps de Teta est découvert deux jours plus tard, le 25 août 1973, peu après la frontière du New Hampshire, dans les bois près d'une portion de route déserte à Rindge, sur la route 119. Ayant été retrouvé nu, l'autopsie confirmera que Tela a été violé et étranglé. Une enquête est ouverte pour le meurtre de Teta, mais ne donnera rien. Aucun lien n'est établi avec la disparition de Janice Pockett, les victimes n'ayant pas la même tranche d'âge.
Le 7 avril 1974, Leigh Francis, 10 ans, disparaît alors qu'il se rend sur un terrain de course de chevaux de la ville. Francis ne sera jamais retrouvé. Lorsqu'il disparaît, Francis porte un tee-shirt dans lequel est inscrit « Essayez ! Et vous aimerez ! ». Il est fort probable que Bar-Jonah ait également mangé sa Francis, du fait de l'absence du corps. Il semblerait, par ailleurs, que son Cannibalisme s'applique uniquement avec les enfants, les adolescents étant plus grands et plus robustes.
Il est impossible de faire un rapprochement avec les trois disparitions, au moment des faits, les victimes ne correspondant pas aux mêmes critères : fillette, adolescent et jeune garçon. Bien qu'elles ne présenteront aucun élément direct, ni matériel, ces trois disparitions successives feraient de Bar-Jonah un tueur en série dès l'âge de 17 ans.

### Les premières victimes connues
Le 8 mai 1974, à Woodstock (Connecticut), Mary Patrone, 10 ans, est enlevée, violée par Bar-Jonah. Elle parvient à s'enfuir en sautant de la voiture de son ravisseur. Mary porte plainte, en ébauchant une description de son agresseur, mais l'enquête ne débouche sur aucune piste. Bar-Jonah est âgé de 17 ans au moment des faits. Il s'agit de son premier crime connu.
Fin mars 1975, Bar-Jonah, alors âgé de 18 ans, se fait passer pour un policier et enlève Richard O'Conner, 8 ans, alors qu'il se rend à l'école. Il s'arrête dans un bois avant de l'agresser sexuellement et de l'étrangler. Une voisine, qui regardait par la fenêtre, observe l'enlèvement et previent les autorités, qui semettent à la recherche du garçon. Plus tard, une patrouille remarque qu'un véhicule correspondant à celui utilisé pour l'enlèvement se trouve garé loin des autres sur un parking. Après avoir appelé des renforts, cette patrouille ordonne à Bar-Jonah de sortir de la voiture. O'Conner est retrouvé dans la voiture, ensanglanté, s'étant déféqué et uriné dessus à la suite de l'agression sexuelle, et proche de la mort. Bar-Jonah reconnaît les faits puis et placé en détention provisoire.
Lors de sa comparution, en mai 1975, il décide de « plaider coupable » et est condamné à un an de prison avec sursis, lui permettant de recouvrer la liberté avec un an de probation.
En mai 1975, quelques jours avant de recevoir son diplôme de fin d'études secondaires, Bar-Jonah se rend à Hartford (Connecticut) et enlève une fillette de 9 ans, en se faisant de nouveau passer pour un policier. L'enfant se met cependant à vomir et à convulser sous l'effet de l'agression, déstabilisant Bar-Jonah. Ce dernier s'approche d'un trottoir et jette la fillette hors de la voiture. Un témoin se trouvant à proximité assiste à l'incident et relève la plaque d'immatriculation de la voiture, qui s'avère appartenir à Bar-Jonah. Ce dernier est arrêté, mais, étant donné qu'il « plaide coupable », se voit de nouveau condamner à un an de probation. Cette agression ne parviendra jamais à l'agent de probation de Bar-Jonah qui, à la suite de cette récidive, aurait dû être incarcéré au lieu de rester libre.
À la fin de sa période de probation, mai 1976, Bar-Jonah reçoit même une lettre le remerciant de sa « coopération », liée au fait qu'il « plaide coupable ».

### Tentative de meurtre et détention
Le 24 septembre 1977, Bar-Jonah, prétendant de nouveau être un agent infiltré du FBI, convainc deux garçons sortant du White City Cinemas à Shrewsbury (Massachusetts), de monter dans son véhicule. Il les transporte par la suite dans un endroit isolé, où il les menottent et les torturent. Après avoir sauté à plusieurs reprises sur la poitrine de l'un des garçons, Bar-Jonah, qui pèse 170 kg, part avec l'autre garçon encore vivant dans son coffre. Ignorant toutefois que le premier garçon ait repris conscience et réussi à trouver de l'aide, Bar-Jonah est interpellé quelques minutes plus tard. Dans le coffre de sa voiture est retrouvé le second garçon, toujours vivant. Pour ce crime, Bar-Jonah est placé en détention provisoire pour tentative de meurtre. Il est alors âgé de 20 ans et un trouble de la personnalité lui est diagnostiqué.
Bar-Jonah est reconnu coupable, en 1978, de tentative de meurtre et condamné à la peine maximale de dix-huit à vingt ans de prison au Massachusetts Correctional Institution - Concord. Il est par transféré, le 5 juin 1979, en observation à l'hôpital d'État de Bridgewater, un centre de traitement géré par l'État pour les délinquants sexuels dangereux, en raison des fantasmes sexuels qu'il avait partagés avec un psychologue de la prison.
Le 22 mars 1984, à l'age de 27 ans, Bar-Jonah (qui s'appelle toujours David Paul Brown) change son nom en Nathaniel Benjamin Levi Bar-Jonah. Il donnera plusieurs raisons pour changer son nom. S'adressant à ses proches, il déclare avoir changé son nom pour savoir ce que c'était que d'être victime de discrimination et de persécution en tant que juif. Plus tard, en 2008, lors d'une interview avec le Dr Michael Stone pour l'émission télévisée Most Evil, il affirmera qu'il était juif et qu'il voulait que son nom le reflète. En réalité, l'ascendance ethnique de Bar-Jonah est scandinave et ses parents sont tous deux actifs dans les Assemblées de Dieu, un mouvement pentecôtiste.
Au cours de cette période, Bar-Jonah confie à ses psychiatres qu'il fantasmait sur l'enlèvement, le meurtre et la cannibalisation d'enfants. Un psychiatre de Bridgewater est, selon toute évidence, informé par Bar-Jonah de son intérêt pour la torture depuis l'adolescence.
En 1990, Bar-Jonah, ainsi que deux psychologues l'évaluant, gagnent une audience de libération conditionnelle après que les deux psychologues aient témoigné que Bar-Jonah n'était plus une menace pour la société. Le juge de la Cour supérieure Walter Steele décide que le Massachusetts ne prouve aucune dangerosité chez Bar-Jonah.
La libération de Bar-Jonah est odornnée le 12 février 1991, mais cette dernière est retardée. Il reste donc en détention encore plusieurs mois. 

### Libération et rechute criminelle

#### Autres agressions sur enfants
Bar-Jonah est libéré en juillet 1991, après près de 14 ans de détention. Il est alors âgé de 34 ans.
Le 9 août 1991, un mois seulement après avoir été libéré de l'hôpital de Bridgewater, Bar-Jonah observe un garçon de 7 ans assis seul dans une voiture à l'extérieur d'un bureau de poste à Oxford (Massachusetts). Pesant 125 kg, Bar-Jonah entre dans le véhicule et s'assied sur la poitrine de l'enfant. Des témoins, ainsi que la mère du garçon, assistent à l'événement et courent secourir le garçon, provoquant la fuite de Bar-Jonah. Un officier reconnaissant la description de Bar-Jonah, décide de l'interpeller. Placé en garde à vue, ce dernier prétend, dans un premier temps, être entré dans la voiture pour se protéger de la pluie, avant d'admettre son intention de tuer le garçon. Bar-Jonah est placé en détention provisoire.
Lors de l'audience, le 22 août 1991, le procureur du comté de Worcester autorise Bar-Jonah à plaider coupable de coups et blessures en échange d'une période probatoire de deux ans, lui promettant de vivre avec sa mère à Great Falls, avec une interdiction à vie de séjourner dans le Massachusetts. Bar-Jonah accepte de « plaider coupable » et ressort libre en retournant vivre chez sa mère, à Great Falls.
Lorsqu'il retourne au domicile de sa mère, Bar-Jonah se met à collecter des jouets et des souvenirs, principalement liés à la saga de Star Wars, et à organiser des ventes de chantiers, attirant ainsi un grand nombre d'enfants.
En décembre 1993, Bar-Jonah invite un enfant de huit ans à son domicile qu'il agresse sexuellement, avant de le relâcher en menaçant de le tuer s'il venait à le dénoncer à la police. Bar-Jonah est arrêté, le 18 décembre 1993, par la police du Montana, à la suite de la dénonciation du garçon de huit ans. Placé en garde à vue, Bar-Jonah réfute les accusations de l'enfant, en déclarant que, s'il l'avait réellement agressé, il l'aurait tué le garçon. Bar-Jonah est donc relâché et l'affaire sera classée par la suite.

#### Disparition de Zachary Ramsay
Dans la matinée du 6 février 1996, Zachary Xerxes « Zack » Ramsay, âgé de 10 ans, quitte l'appartement qu'il partage avec sa mère vers 7h34 pour se rendre à l'école Whittier, en empruntant le chemin habituel de l'école par une ruelle près du bloc 400 de la quatrième rue nord. Il n'arrivera jamais arrivé à l'école. Ramsay portait une veste en jean bleu à manches vertes, un maillot de football bleu avec son nom de famille imprimé au dos en lettres dorées, un jean délavé et des baskets montantes noires. A proximité l'intersection de la ruelle avec la 6e rue et la sortie sur la 7e rue, Ramsay disparaît et ne sera jamais retrouvé. Une famille de trois personnes, vivant dans un appartement situé dans la ruelle, déclare avoir vu Ramsay à cet endroit ce matin-là, ainsi qu'une voiture quatre portes blanc cassé ayant failli l'écraser. Un autre témoin déclare avoir vu Ramsay debout dans la ruelle et a indiqué qu'il semblait « attendre quelqu'un ». Un autre témoin encore, vivant près du bout de la ruelle, déclare avoir vu Ramsay pleurer avec un homme adulte obèse bouleversé qui le suivait à quelques mètres derrière lui vers 7 h 45. Un témoin connaissant personnellement Bar-Jonah déclare l'avoir vu debout à côté d'une benne à ordures dans la ruelle à 7 h 15, alors qu'il sortait les poubelles ; il porte une veste bleu marine « semblable à celle de la police ». Le même témoin déclare également avoir vu Ramsay entrer dans la ruelle plus tard et que Bar-Jonah se tenait toujours à côté de la benne à ordures.
Les responsables de l'école contactent la mère de Zachary, lui disant qu'il ne s'est pas présenté à ses cours pendant la journée. Sa mère dépose un avis de disparition plus tard dans l'après-midi. L'inspecteur Bill Bellusci est chargé d'enquêter sur la disparition de Ramsay. Le FBI lui remet une liste des délinquants sexuels enregistrés dans la région, mais n'en tient pas compte et concentre ses soupçons sur Bar-Jonah, qui ne figure pas sur la liste, du fait de son changement de nom. Bellusci demande un mandat de perquisition pour la propriété après que la police ait tenté en vain d'accéder à la maison où Bar-Jonah et sa mère vivent ensemble, mais sa demande est rejetée. Bellusci sollicite sans succès un nouveau mandat de perquisition mais, peu de temps après, Bar-Jonah déménage de la maison de sa mère.

#### Disparition d'Amanda Gallion et agressions sexuelles avec violence
Bar-Jonah arrive à Gillette dans la nuit du 12 octobre 1997, où il séjourne dans un petit motel à la périphérie de la ville
Dans la matinée du 13 octobre 1997, Amanda Dawn Gallion, 14 ans, quitte son domicile à bicyclette, vers 7h15, pour se rendre à l'école vers 7h15, et disparaît au cours de son trajet. Dans son quartier de Gillette (Wyoming), Gallion est souvent prise pour un garçon, du fait de son physique. Le soir même de la disparition de Gallion, Bar-Jonah regagne sa résidence du Montana. La bicyclette de Gallion est par la suite retrouvée sur le bord de la route, près de l'Interstate 90. Son numéro de sécurité sociale ne sera pas utilisé postérieurement à sa disparition, confirmant qu’elle a probablement été tuée et éventuellement mangée par Bar-Jonah.
Bar-Jonah garde, en 1998 et 1999, un adolescent de 14 ans et son cousin de 8 ans, à son domicile de Great Falls, qu'il agresse sexuellement, en allant jusqu'à pendre l'une des deux victimes à la poutre de sa cuisine. Il décide cependant de les relâcher, en menaçant de les tuer s'il venaient à le dénoncer.

### Arrestation, incarcération et enquête
Le 13 décembre 1999, Bar-Jonah est arrêté devant une école primaire, après avoir été repéré. Il porte une veste bleu foncé et un bonnet en tricot, ainsi que deux bombes lacrymogènes, un pistolet jouet et un badge. Bellusci et le procureur général accusent Bar-Jonah d'avoir usurpé l'identité d'un policier et d'avoir porté une arme dissimulée. Bar-Jonah est placé en détention provisoire à la prison du comté de Cascade à Great Falls pour vagabondage et usurpation d'identité.
Le 15 décembre 1999, un juge approuve un mandat de perquisition pour des objets d'usurpation d'identité dans la maison de la mère de Bar-Jonah et à sa nouvelle adresse. La police trouve deux manteaux, l'un bleu foncé et l'autre avec un badge jouet dans la poche, un deuxième badge jouet, un pistolet paralysant et une casquette de base-ball portant l'inscription « Security Enforcement ». Lors de la perquisition, ils trouvent également une poulie au plafond de la cuisine de Bar-Jonah, deux albums avec des découpes d'enfants, un document sur les nœuds et le bondage et un article intitulé « Asphyxie autoérotique ».
Les enquêtes de police menées des années après la disparition de Ramsay permettent de déterminer que Bar-Jonah avait accès à la Toyota Corolla blanc cassé à quatre portes de 1978 de sa mère le jour où le garçon a disparu, et que sa mère et son frère étaient absents pour un enterrement. De plus, il est établi que Bar-Jonah n'avait pas travaillé le 6 février 1996, ni les jours immédiatement précédents. Bar-Jonah n'est cependant pas inculpé pour le moment, du fait du manque de preuves.
Deux jours plus tard, le 17 décembre 1999, Bellusci obtient un deuxième mandat de perquisition pour tout document et matériel photographique. En fouillant l'appartement de Bar-Jonah, les inspecteurs découvrent une liste de 54 noms de garçons appelés « Lake Webster », ou encore « Tita », qui seront identifiés plus tard comme des garçons de la jeunesse de Bar-Jonah dans le Massachusetts, y compris trois d'entre eux que Bar-Jonah a été condamné à enlever au milieu des années 1970 et un " Zackery Ramsey ", suivi du mot " DIED " (mort). Il est également découvert plusieurs recettes faisant allusion à des plats de nature cannibale, notamment à base d'enfants : « l'enfant au barbecue », « le sexe à la carte », « le dessert de mon petit enfant », « le ragoût du petit garçon », « les tourtes du petit garçon » et « recette de petit gosse ». En outre, des dizaines de coupures de presse sont retrouvées dans l'appartement de Bar-Jonah à la suite de l'affaire Ramsay, ainsi que 3 500 photographies d'enfants et un film non développé contenant des images sexuelles de Bar-Jonah et de trois garçons non identifiés. Les autorités trouvent également une poulie à laquelle une corde, un cordon ou une chaîne pouvait être relié, la poulie étant fixée au plafond de la cuisine de Bar-Jonah.
Un ancien colocataire de Bar-Jonah déclare avoir trouvé dans son appartement des vêtements qui semblaient correspondre à ceux que portait Ramsay le jour de sa disparition, ainsi que des gants ensanglantés. Un autre colocataire affirme que Bar-Jonah évoquait parfois spontanément le garçon dans ses conversations ; une fois, quelques jours avant sa disparition, et une autre fois lorsqu'il a dit que Ramsay ne serait jamais retrouvé parce qu'il avait été « découpé en morceaux » et que les parties avaient été dispersées à différents endroits. Est également découvert des cahiers contenant des caractères apparemment arbitraires, considérés comme des écritures codées. Avec l'aide du FBI, et après des mois d'efforts, l'écriture est décodée ; dans les carnets, Bar-Jonah décrit la torture et la consommation d'enfants ; il y a également des recettes macabres impliquant des parties du corps d'enfants.
Le 15 avril 2000, une femme de Great Falls rapporte à la police que Bar-Jonah, habillé en officier de police, est venu à sa porte, en 1997, en demandant à parler à son fils de 5 ans, alors élève à l'école primaire de Lincoln. 
Lors d'une perquisition, le 6 juin 2000, dans l'une des anciennes résidences du Bar-Jonah à Great Falls, les autorités déterrent des portions du garage et tamisent près de deux tonnes de terre dans lesquelles 21 fragments d'os humains sont retrouvés et s'avèrent appartenir au un enfant afro-américain non identifié, âgé de 8 à 13 ans. Analysés par un test ADN, les ossements n'appartiennent pas ceux de Ramsay. Des cheveux humains retrouvés dans la cuisine du Bar-Jonah sont également analysés, mais l'ADN confirme qu'ils n'appartiennent pas à Ramsay. Lorsque les enquêteurs décident d'examiner les tuyaux d'égout sous la maison de Bar-Jonah, ces derniers apprennent, par le propriétaire, que les tuyaux ont tous été remplacés après que Bar-Jonah ait déménagé, du fait de leur encombrement.
Le 29 juin 2000, les Sergents John Cameron et James Wilson se rendent à l'ancienne résidence de Bar-Jonah et recueillent le témoignage de deux enfants de 15 et 9 ans, racontant avoir été agressés par Bar-Jonah et pendu pour l'un en 1998 et 1999.

### Mises en cause, enlèvement et agression sexuelle aggravée
Le 5 juillet 2000, la police du Montana accuse Bar-Jonah d'enlèvement et d'agression sexuelle, commise en 1993, puis de l'enlèvement et de l'agression sexuelle de deux autres garçons, commise en 1998 et 1999, ainsi que du meurtre de Zach Ramsey, en 1996. Bar-Jonah plaide toutefois qu'il est innocent pour tous les chefs d'accusation, contrairement à ses précédentes accusations. 
À la suite de différentes publications et articles concernant Bar-Jonah, Mary Patrone, désormais âgée de 36 ans, le reconnaît comme l'homme qui l'avait enlevée et violée en se déguisant en policier en 1974. 
À partir de janvier 2001, Bar-Jonah est suspecté d'être à l'origine de la disparition de Janice Pockett, le 26 juillet 1973, dont le vélo avait été retrouvé à moins d'un kilomètre de son ancien domicile. Il est également suspecté du meurtre de James Teta, le 23 août 1973, en raison de la découverte du nom « Tita », faisant probablement allusion à Teta, inscrit sur sa liste de 54 noms retrouvée à son arrestation. À cela s'ajoutent les disparitions de Leigh Francis, le 7 avril 1974, et d'Amanda Gallion, le 13 octobre 1997, perpétrées alors que Bar-Jonah se trouvait dans les environs au moment des faits. Rien ne permet cependant de le relier à ces quatre affaires. 
Bien que Bar-Jonah soit décrit comme « grand mangeur », pesant plus de 140 kg, les états financiers indiquent qu'il n'a effectué aucun achat important d'épicerie pendant près d'un mois après la disparition de Ramsay. Cela n'est pas pour autant une preuve de sa culpabilité, du fait qu'il aurait également pu payer n'importe quelle épicerie en utilisant de l'argent liquide ou avoir été bien approvisionné en nourriture et en viande. Après la disparition de Ramsay, il est avéré que Bar-Jonah a également commencé à servir à ses voisins des plats contenant des spaghettis, du piment, des tourtes à la viande, ou encore des casseroles. Sur ces plats, un certain nombre de personnes ont dit à Bar-Jonah que la viande avait un goût particulier. Bar-Jonah a alors répondu qu'il chassait lui-même les chevreuils et dépeçait lui-même la viande dans les plats. Les enquêteurs ne croient pas à cette version, du fait que Bar-Jonah ne possède pas de fusil de chasse, ni de permis lui permettant d'exercer cette profession. À une femme, ayant dit à Bar-Jonah qu'elle trouvait le goût de sa viande répugnant, ce dernier a répondu avoir personnellement « chassé, tué, massacé et enveloppé la viande » du cerf.
Bar-Jonah est poursuivi pour l'enlèvement et l'agression de trois garçons et condamné pour enlèvement, agression aggravée et agression sexuelle, y compris pour avoir torturé l'un des garçons et l'avoir pendu au plafond. La mère de Ramsey, convaincue que son fils est encore en vie, est influencée par l'équipe de défense de Bar-Jonah pour témoigner en leur faveur. Ce plaidoyer empêche, d'une part, de condamner Bar-Jonah pour son meurtre présumé et, d'autre part, car aucune trace de l'enfant n'est retrouvée chez Bar-Jonah.

### Condamnation, emprisonnement et mort
Le procès de Bar-Jonah débute le 20 février 2002 et s'étant sur cinq jours. Au cours du procès de Bar-Jonah, les faits concernant Mary Patrone ne peuvent cependant pas donner suite, du fait de la prescription.
Les autorités du Montana n'avaient pas connaissance du casier judiciaire de Bar-Jonah dans le Massachusetts, un fait qui a été cité par des activistes faisant campagne pour obliger les anciens délinquants sexuels à s'enregistrer.
Le 25 février 2002, Bar-Jonah est condamné à 130 ans de prison, sans possibilité de bénéficier d'une libération conditionnelle. Il interjette appel de la décision au près de la Cour suprême du Montana.
Le 7 décembre 2004, la Cour suprême du Montana rejette les appels de Bar-Jonah, confirmant la condamnation et la peine de 130 ans de prison.
Dans la matinée du 13 avril 2008, Bar-Jonah est retrouvé mort dans sa cellule de prison, après avoir succombé d'une crise cardiaque, à l'âge de 51 ans. L'autopsie réalisée révèle des niveaux importants de LDL dans ses artères et conclut que l'infarctus du myocarde a été la cause du décès.
En janvier 2011, une juge déclare légalement Zachary Ramsay mort, malgré les objections de la mère du disparu.